# Drosanthemum anomalum
Drosanthemum anomalum är en isörtsväxtart som beskrevs av L. Bol. Drosanthemum anomalum ingår i släktet Drosanthemum och familjen isörtsväxter. Inga underarter finns listade i Catalogue of Life.